# Stati provinciali dell'Olanda Settentrionale
Gli Stati provinciali dell'Olanda Settentrionale (in olandese Provinciale Staten van Noord-Holland, noti anche come Stati dell'Olanda Settentrionale (Staten van Noord-Holland), sono il consiglio provinciale dell'Olanda Settentrionale, l'organo legislativo della provincia. I suoi 55 seggi vengono assegnati ogni quattro anni tramite elezioni provinciali.